# 化仏
化仏（けぶつ）
1. 変化仏、または応化仏の略。仏や菩薩が、衆生を救うため、その機根に応じて現れる仏や菩薩、また明王となった姿。仮の仏形。化身。また三身論の報身や応身を化仏ともいう。娑婆世界に出世した釈迦仏は応身の仏とされ、浄土教の阿弥陀仏は、西方極楽浄土の法身から変えてこの娑婆世界に報身として衆生を迎えにきたとされる。
2. 仏像や菩薩像などの頭上、または光背に配置されている小さな仏の形像、また天蓋に表された小さな仏形や図柄も化仏という場合がある。菩薩の場合は、その本地仏を表すため、頭上に頂く仏形をいう。観音の頭上の阿弥陀像がその例である。また奈良の大仏の光背にある16体の仏像も化仏であり、京都の六波羅蜜寺の空也上人像の口から飛び出す6体の阿弥陀如来も化仏の一種といわれる。また仏ではないが、馬頭観音の頭上の馬も化仏と呼ぶ場合がある。

釈尊が説法を説いた際に、白毫から一千の光明と一千の化仏が現れたとされ、仏画の題材にもされる。